# しんじょう君
しんじょう君（しんじょうくん、ラテン文字表記：Shinjokun）は、高知県須崎市のマスコットキャラクター（ゆるキャラ）である。

## プロフィール
- 性別 - 男の子（カワウソ）
- 誕生日 - 4月28日
- 年齢 - 5歳くらい[1]
- 趣味 - おしゃれ、アニメ、ゲーム、DJ
- 特技 - ダンス、水泳
- 口癖 - ね★ね★、絶滅。。、もきゅ★
- 好物 - にぼし、生ハム、鍋焼きラーメン、メジカ[2]
- お兄さん - 守時健

## 概要
高知県須崎市の新荘川で最後に目撃されたニホンカワウソ、および須崎市の名物である鍋焼きラーメンをモチーフにしたキャラクターである。
ニホンカワウソは2012年に絶滅種指定されてしまった。しかし、2021年現在でも他のニホンカワウソの友達を捜すために、日本全国の旅をしている。また、旅の道中やイベントで須崎市のPRも行っている。
鍋焼きラーメンの帽子は取り外しが可能である。他のキャラクターと友達になった場合は、取り外した帽子を相手にかぶせる。
へそがチャームポイントとなっており、へそにさわると幸せになれる。

## キャラクター
現行のしんじょう君は2代目である。
初代しんじょう君は、須崎市がニホンカワウソを地域振興と環境保全のシンボルとするため2002年に誕生した。外観は現在のしんじょう君と非常に異なっていた。
2012年8月にニホンカワウソは環境省から絶滅種指定された。初代しんじょう君の活動期間が10年以上経過したため、「見た目が今風じゃない」との批判も浴び、須崎市は「ゆるい風貌」の2代目しんじょう君へのリニューアル、及びデザインの公募を決定した。
2012年11月から12月に公募したところ全国から406点の応募があり、2013年1月4日から1月28日の間、これらのキャラクター案で総選挙して現行のしんじょう君が誕生した。
2013年4月28日に「第15回野見湾元気なお魚祭り」で披露した。
ゲーム好きが高じて、2019年からeスポーツの大会に参戦。2019年5月に大阪で開催された「GAME CENTER’S GP2019」で『ストリートファイターV』のリュウを操り、ゲーム好きで有名なグラドルの倉持由香を破って優勝した。「第三回eスポーツ スターバトル チャンピオンシップ」で第一回大会優勝者のゴールデンボンバー歌広場淳に勝利し、チームを勝利に導いた。公式Youtubeでも、『ストリートファイターV』や『GUILTY GEAR -STRIVE-』など格闘ゲームの攻略情報を発信している。

## 名前について
2002年に須崎市が推進する「かわうそのまちづくり」で使用するキャラクターの名称を募集し、「しんじょう君」と決定した。新荘川を「いつまでもできる限り美しく子孫に残しておきたい川」思いに、信条と真情の意味も込めた。

## ゆるキャラグランプリ
ゆるキャラグランプリは、2016年8月現在、2013年から2016年までの4回出場した。
2013年は初出場で14位、2014年と2015年は4位、2016年は決選投票で逆転して1位、2017年以降はグランプリに参戦せずアンバサダーとして出席した。

## 類似キャラクター
2018年から、しんじょう君と同一のデザイナーがデザインしたキャラクター「ちぃたん☆」も須崎市の観光大使を名乗っていたが、2019年にしんじょう君の著作権を侵害していると市が活動停止を求めた。